# Sara Olai
Sara Olai, född den 9 juli 1999 i Motala, är en svensk fotbollsspelare som spelar för IF Brommapojkarna.

## Karriär
Olai började spela fotboll i Borens IK. Som 15-åring gick hon till Linköpings FC. I Linköpings FC gjorde Olai debut i Damallsvenskan som 16-åring när hon blev inbytt i en bortamatch mot Kristianstads DFF. 
Den 1 december 2020 värvades Olai av Djurgårdens IF, där hon skrev på ett tvåårskontrakt. Säsongen 2021 blev Olai Djurgårdens mesta målskytt med 5 mål i Damallsvenskan.
I januari 2023 värvades Olai av IF Brommapojkarna. I januari 2024 förlängde hon sitt kontrakt med ett år.

## Personligt liv
Olai är sambo med Djurgårdens IF spelare Rasmus Schüller.